# Gemini (cavaller)
Gemini (llatí: Geminius) era un cavaller romà. Fou condemnat a mort i executat l'any 33 sota el càrrec de conspirar contra Tiberi, però la causa real sembla que va ser la seva íntima amistat amb Sejà, l'antic favorit.